# Palais Giustinian Persico
Le palais Giustinian Persico est un palais de style début début Renaissance situé au coin du Rio di San Tomà, près du palais Tiepolo et en face des palais Mocenigo sur le Grand Canal, dans le Sestiere San Polo à Venise. 

## Histoire
Le palais a été commandé au XIIIe siècle par la famille aristocratique  Giustinian. Le palais est ensuite parvenu à la famille Persico (ou Da Pesico),.

## Description
La façade, qui a été inspirée (mais non attribuée) à l'œuvre de Mauro Codussi, a été créée au XVIe siècle. Il s'agit de l'un des premiers bâtiments vénitiens à être construit dans le style Renaissance. La façade présente sur sa surface des lignes larges et claires avec une couleur rouge. Le bâtiment de quatre étages (une mezzanine en dessous et trois étages au-dessus) est élégant et possède deux fenêtres quadruples l'une au-dessus de l'autre, flanquées d'une paire de fenêtres individuelles. Les cadres de ces fenêtres sont travaillés. La façade arrière du palais, qui présente peu d'intérêt architectural, donne sur un grand jardin.
Au XIXe siècle, Giuseppe Borsato y réalisa des cycles décoratifs de style Empire, en compagnie de Silva.